# Nem
Nem (russisk: Нем) er en flod i Republikken Komi i Rusland og en biflod til Vytjegda fra venstre. 
Den er 260 km lang og har et afvandingsområde på 4.230 km². Den fryser til i november og bliver isfri igen i maj. Middelvandføringen 16 km fra mundingen er 37,3 m³/s. 
De største bifloder er Kukju og Eun fra venstre og Zakuban fra højre. 
Den har sit udspring sydøst i Komi på grænsen til Perm kraj og løber vest over. Floden slynger og har mange tilløb. Flodbredden er ret mosepræget. Tidligere blev floden udnyttet til tømmerflådning.
Floden udmunder i Vytjegda i landsbyen Ust-Nem.
61°37′24″N 54°53′04″Ø / 61.6233°N 54.8844°Ø